# Вулиця Севастопольська (Сімферополь)
Вулиця Севастопольська (крим. Sevastopol soqağı) — вулиця в Сімферополі, в Центральному районі міста. Одна з найдовших вулиць міста, третя за довжиною після Проспекту Перемоги та Київської вулиці.

## Опис
Загальна протяжність вулиці становить 6.1 км.
Починається на перехресті з проспектом Кірова та вулицею Карла Маркса в центрі міста, проходить через весь Центральний район, та закінчується на кордоні міста біля пагорба Чагарли-Оба, де переходить у Севастопольське шосе.
Прилучаються вулиці Некрасова, Сергєєва-Ценського, Чехова, Крилова, Самокиша, Степана Разіна, Козлова, Субхі, Естонська, Об'їзна, Войкова, Трубаченка, Кримських партизан, Дмитра Ульянова, Гавена, Данилова, Заліська, Барикадна, Шевченка, 1-ї Кінної Армії, Кара-Деніз.

## Історія
З'явилася на місці старої дороги з Акмесджита в Бахчисарай, що після російської анексії Криму отримала назву Севастопольське шосе. Спочатку вулиця доходила до вулиці Козлова (Мало-Садова), за якою знаходилася Севастопольська застава, де вулиця переходила у шосе.
На початку XX століття, з забудовою Казанської слобідки, застава змістилася південніше.
У 1920-х роках на Севастопольській вулиці з'являється консервний завод 1-го травня, і для його робітників за заставою почало будуватися Робоче селище. Таким чином вулиця продовжилася на південь, особливо з включенням у склад міста сіл Бор-Чокрак (Заводське) та Новороманівка у 1950-1960-х роках. Вулиця активно забудовується підприємствами, такими як Сімферопольський м'ясокомбінат, Сімферопольська кондитерська фабрика, Кримхліб та Сімферопольський телезавод.
У 1959 році за адресою вул. Севастопольська, 8, зводиться Будинок Профспілок, а у 1980-х роках починається масштабна реконструкція кварталів Старого міста, що примикають до Севастопольської.
У травні 1978 року на вулиці в районі Новороманівки відкрилася автостанція «Західна». У дев'яності вона була закрита, і відновила свою роботу у 2000-ні роки.
У 1990-х роках на виїзді з міста на південь від Севастопольської з'явився новий район Новий Бор-Чокрак (Фонтани).
У 1996 році у колишньому Будинку офіцерів, за адресою вул. Севастопольська, 17-А, з'явився кафедральний собор святих Володимира й Ольги Кримської єпархії ПЦУ.

## Галерея

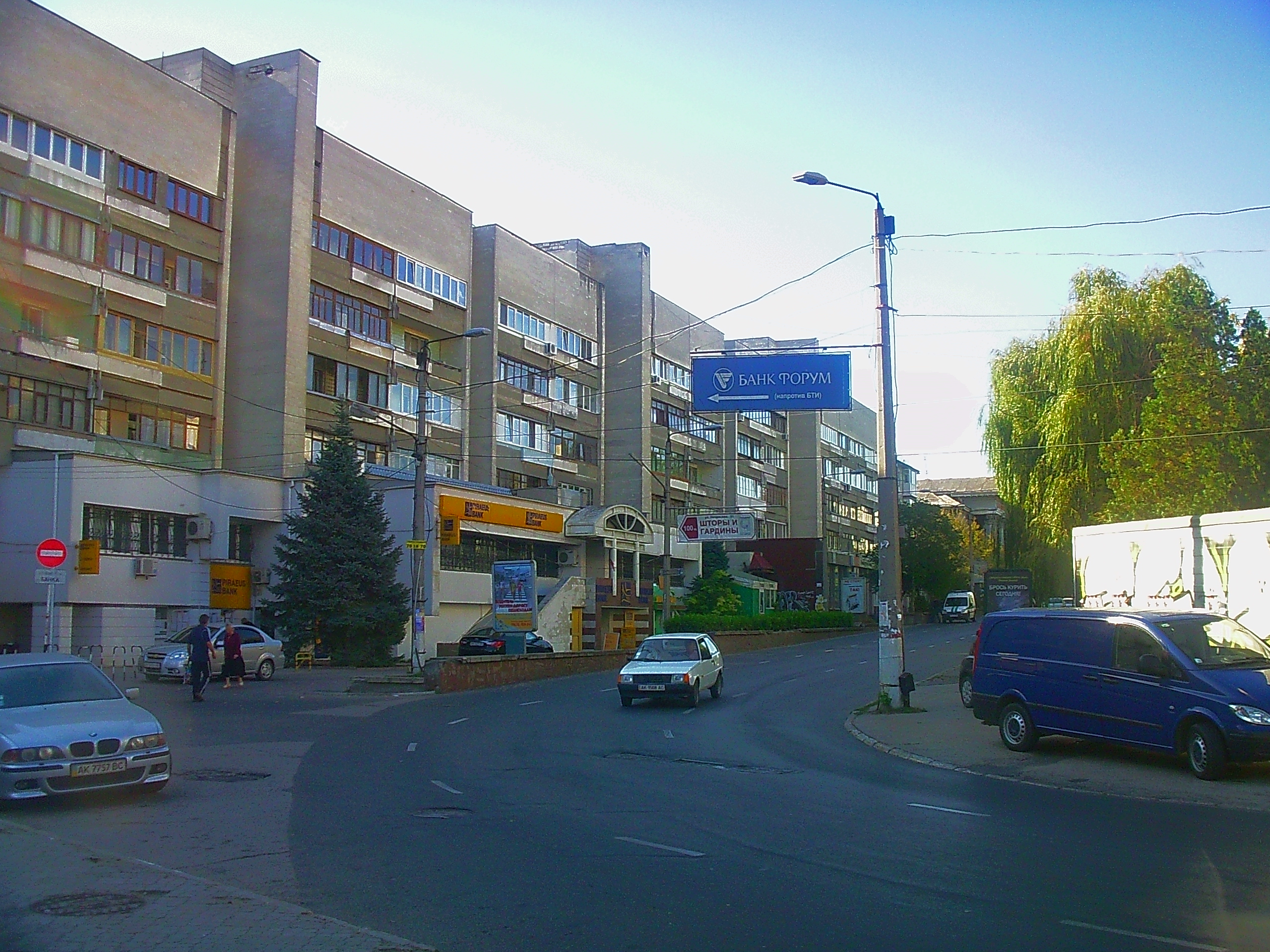
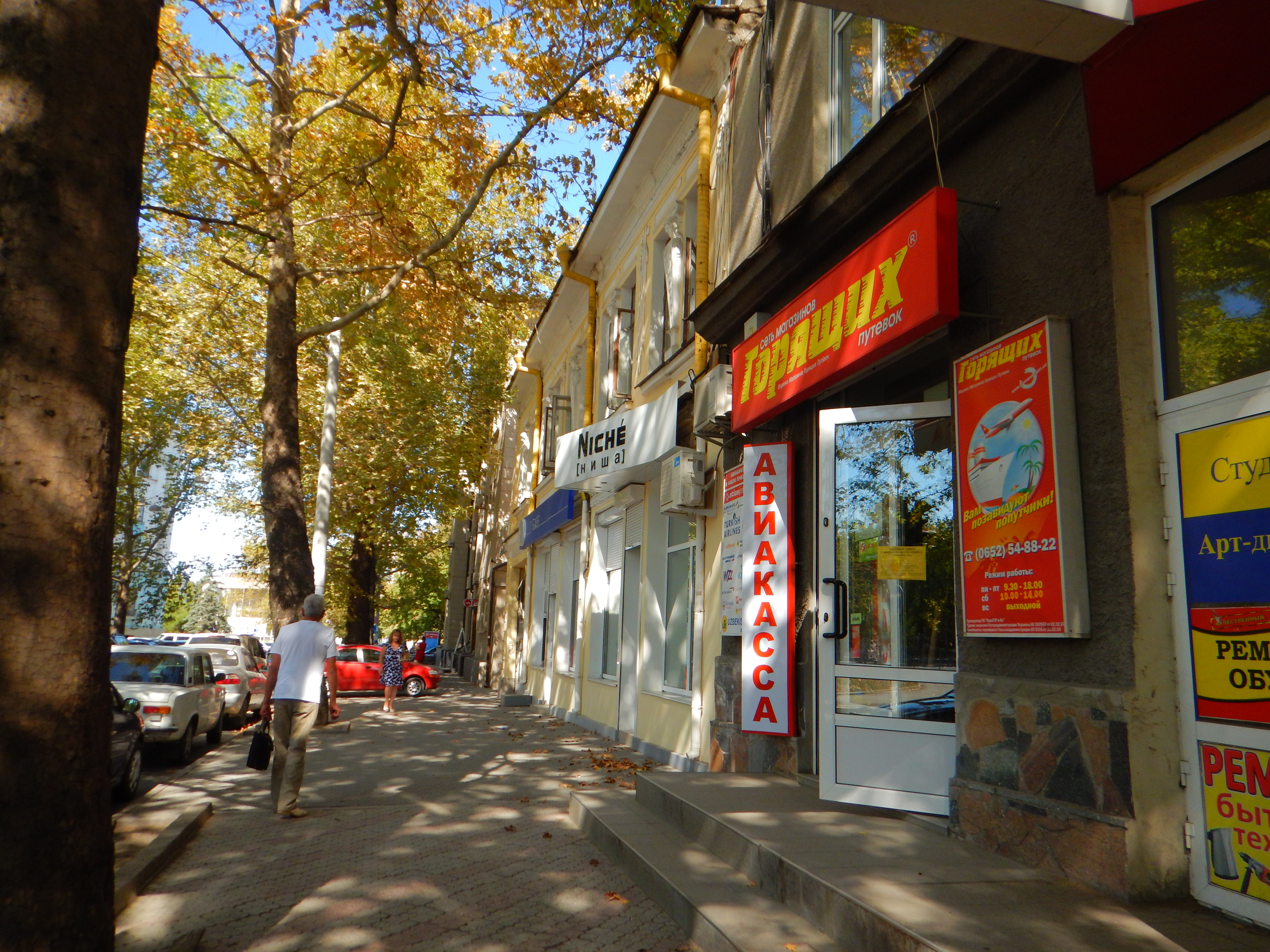
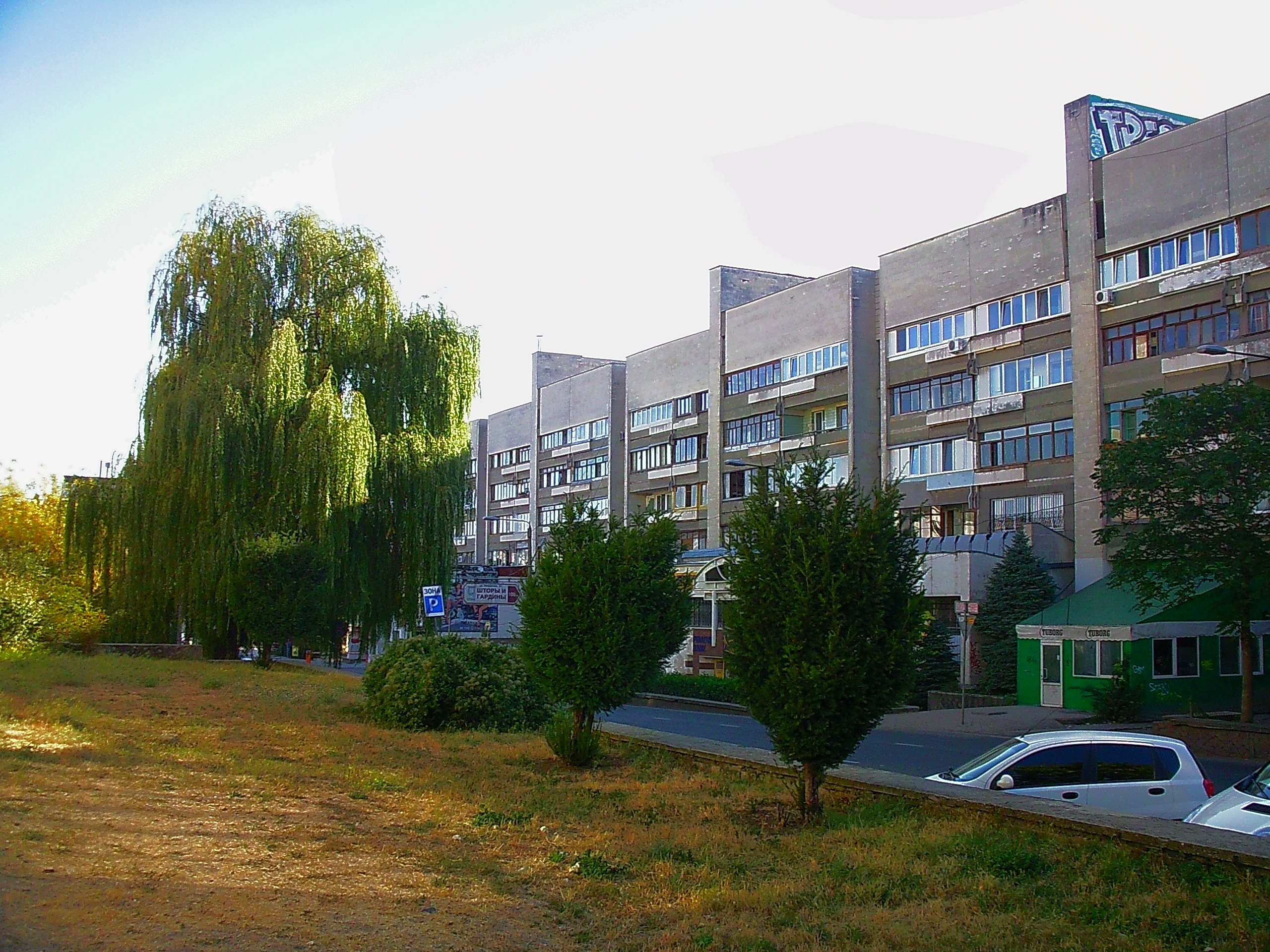
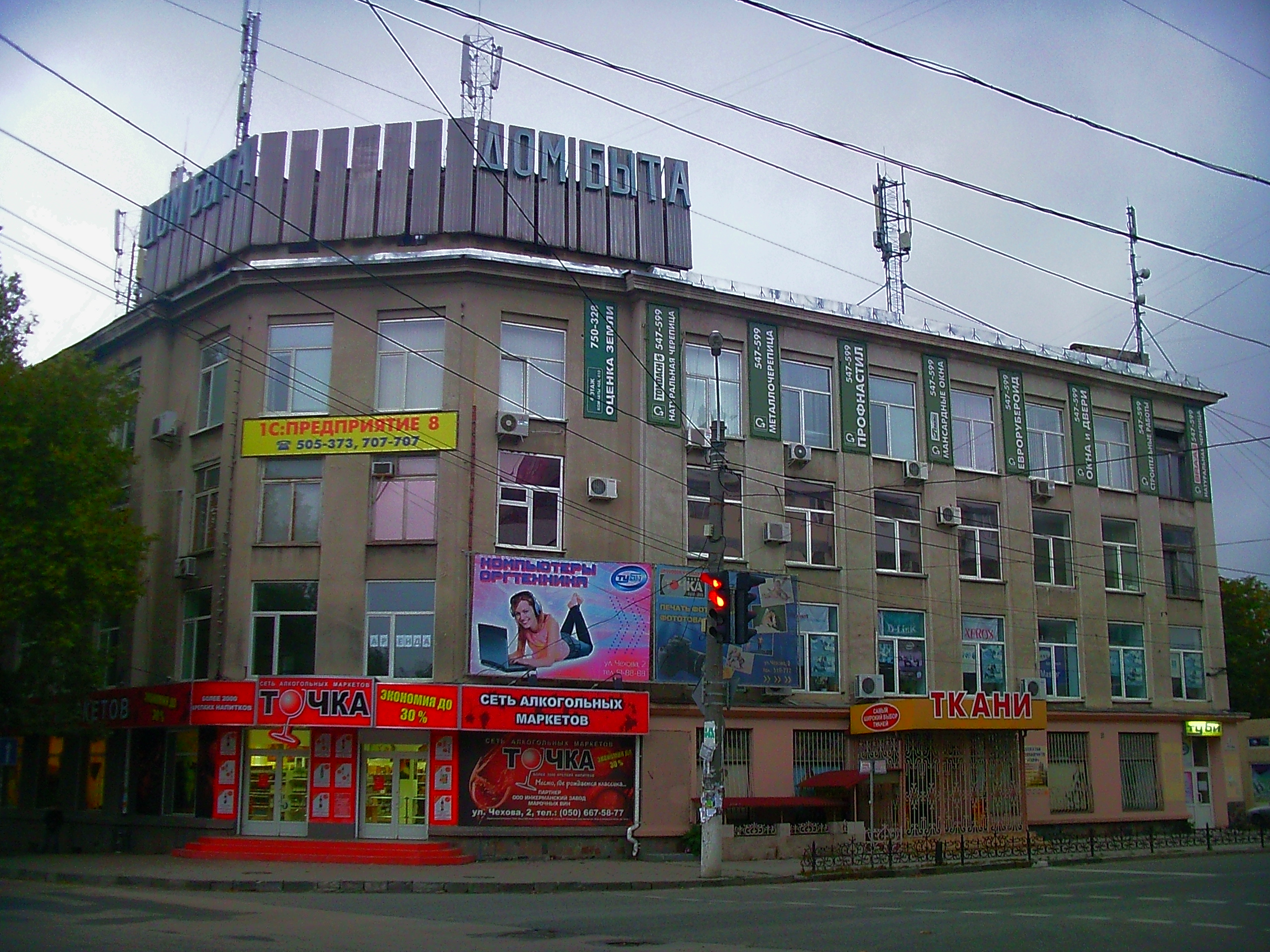
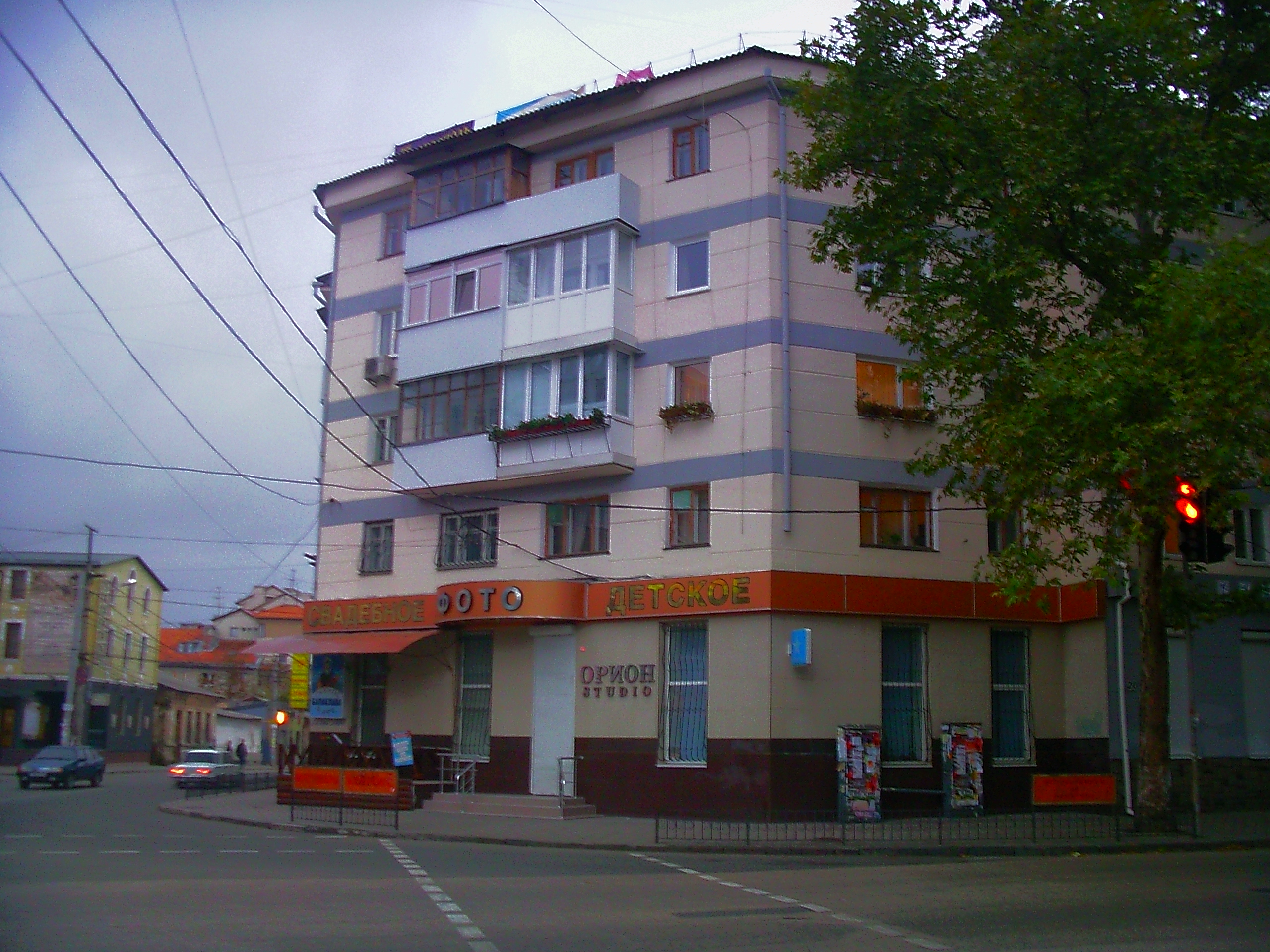
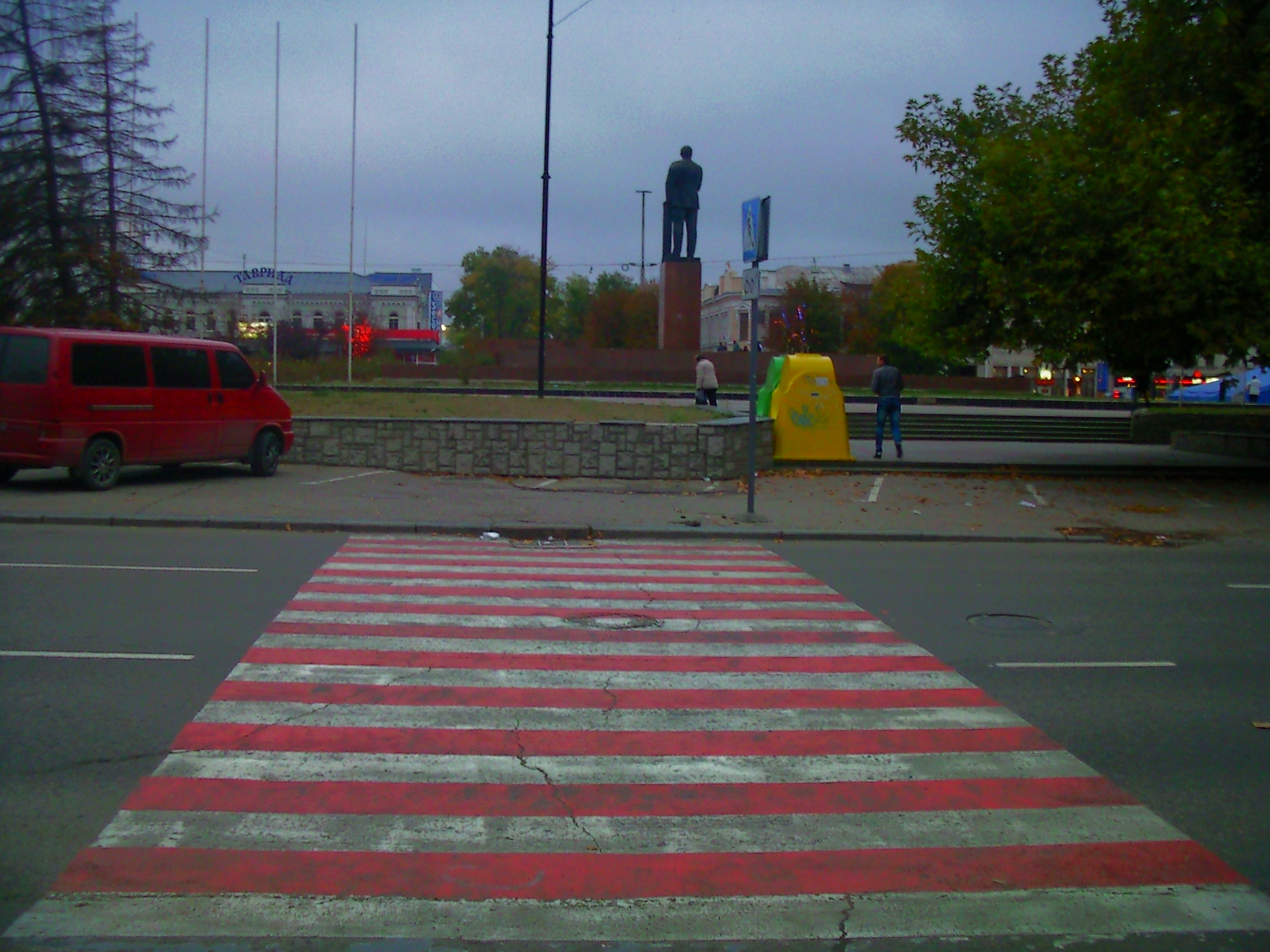
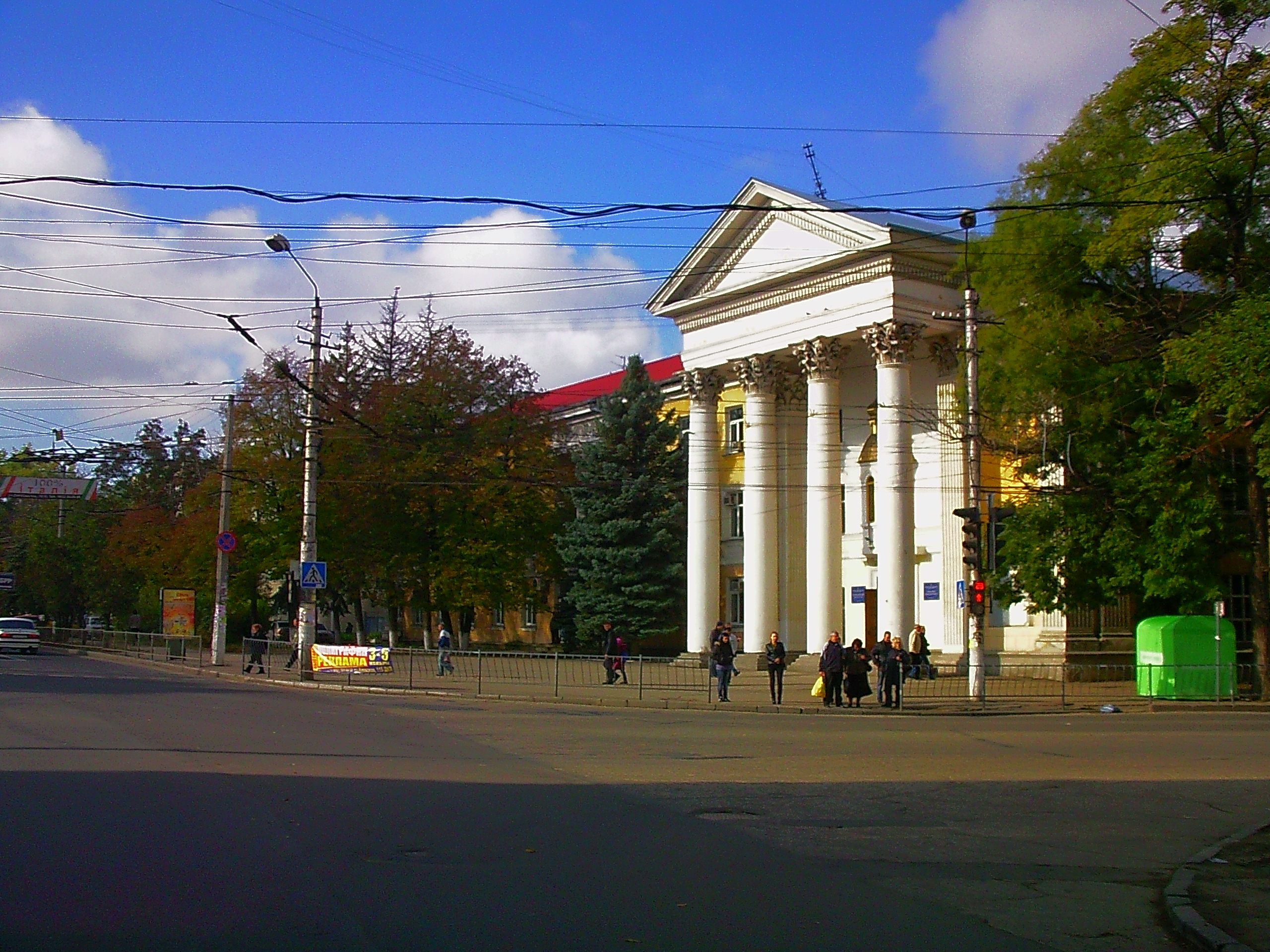
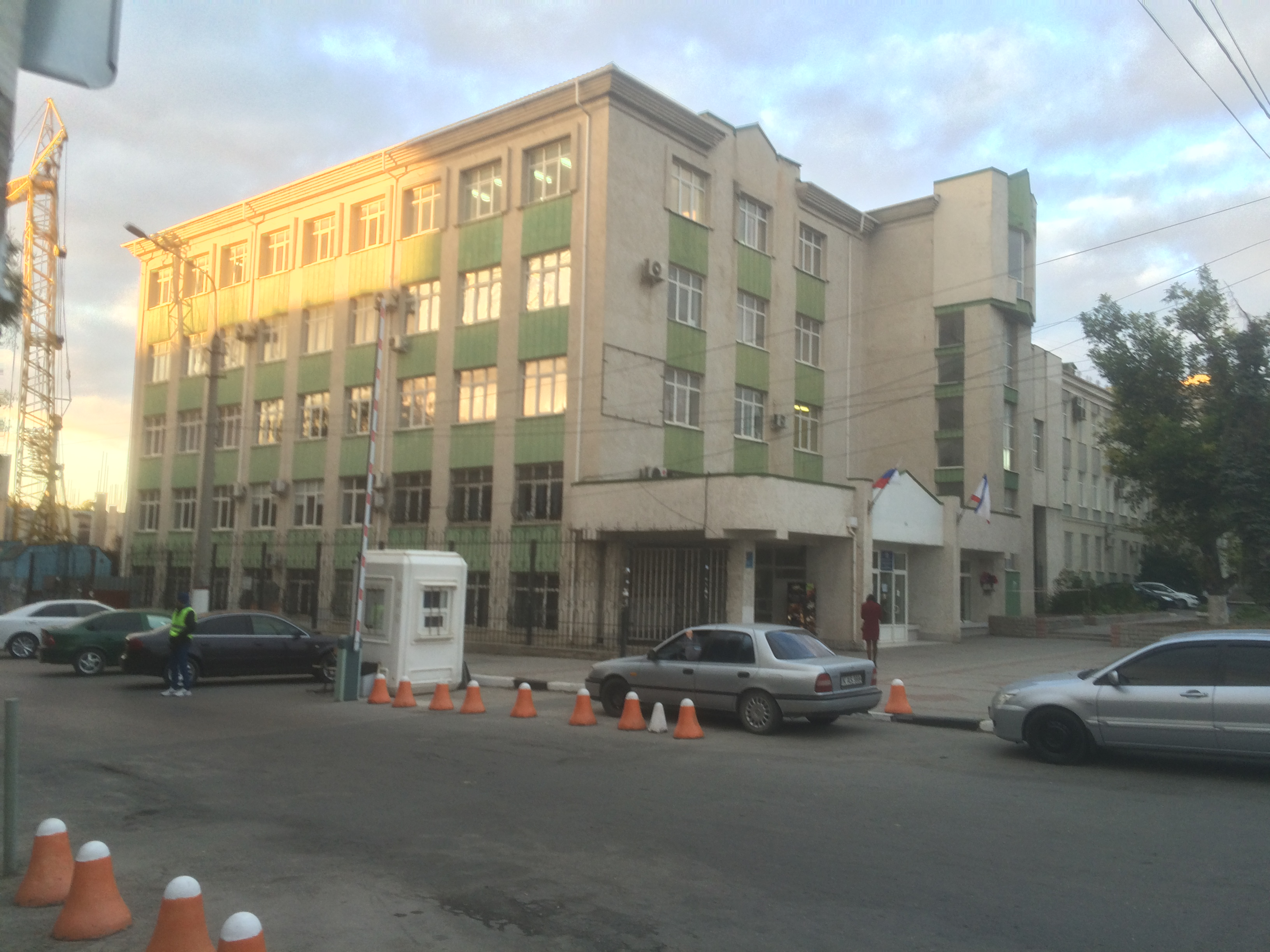
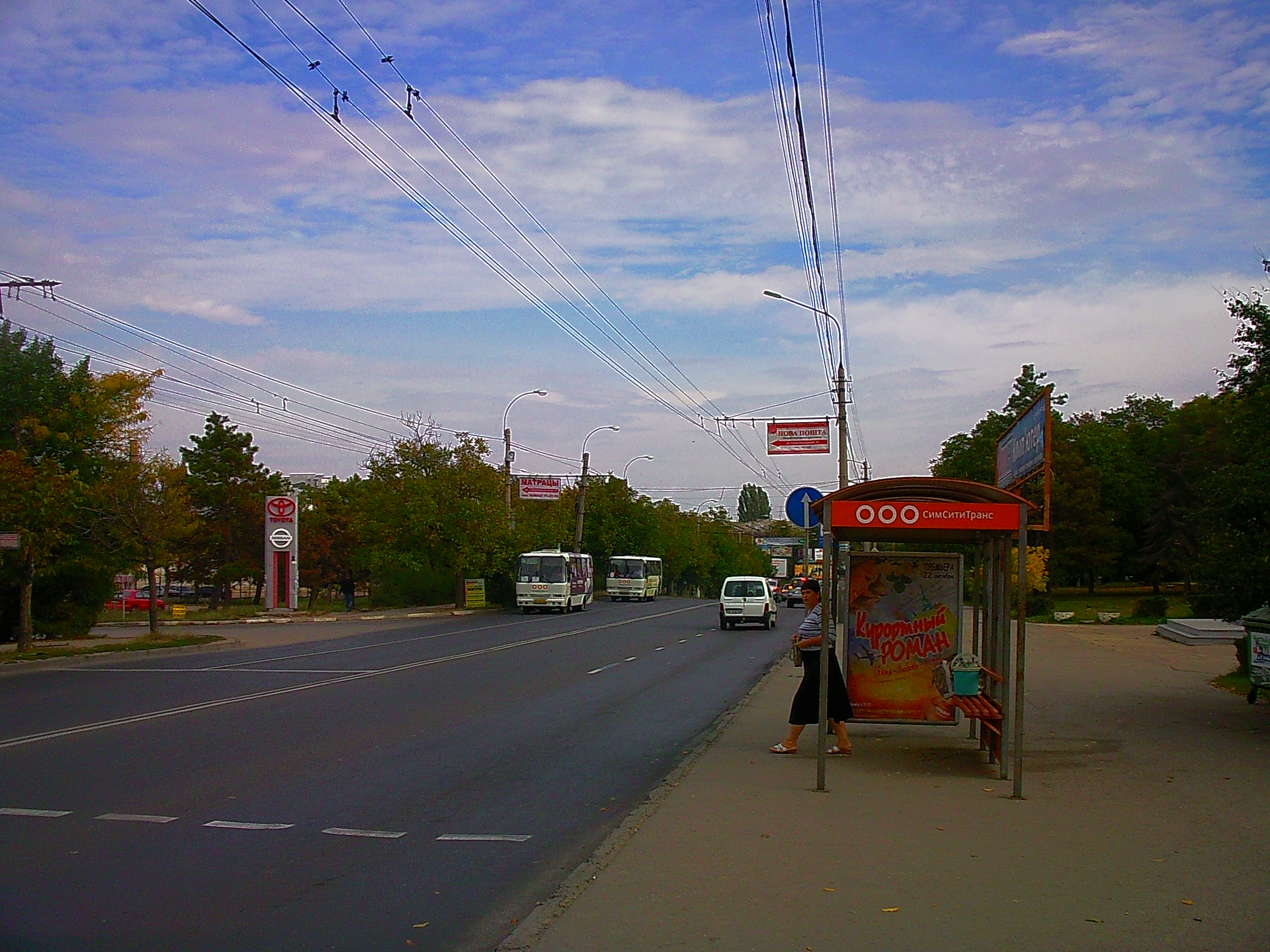
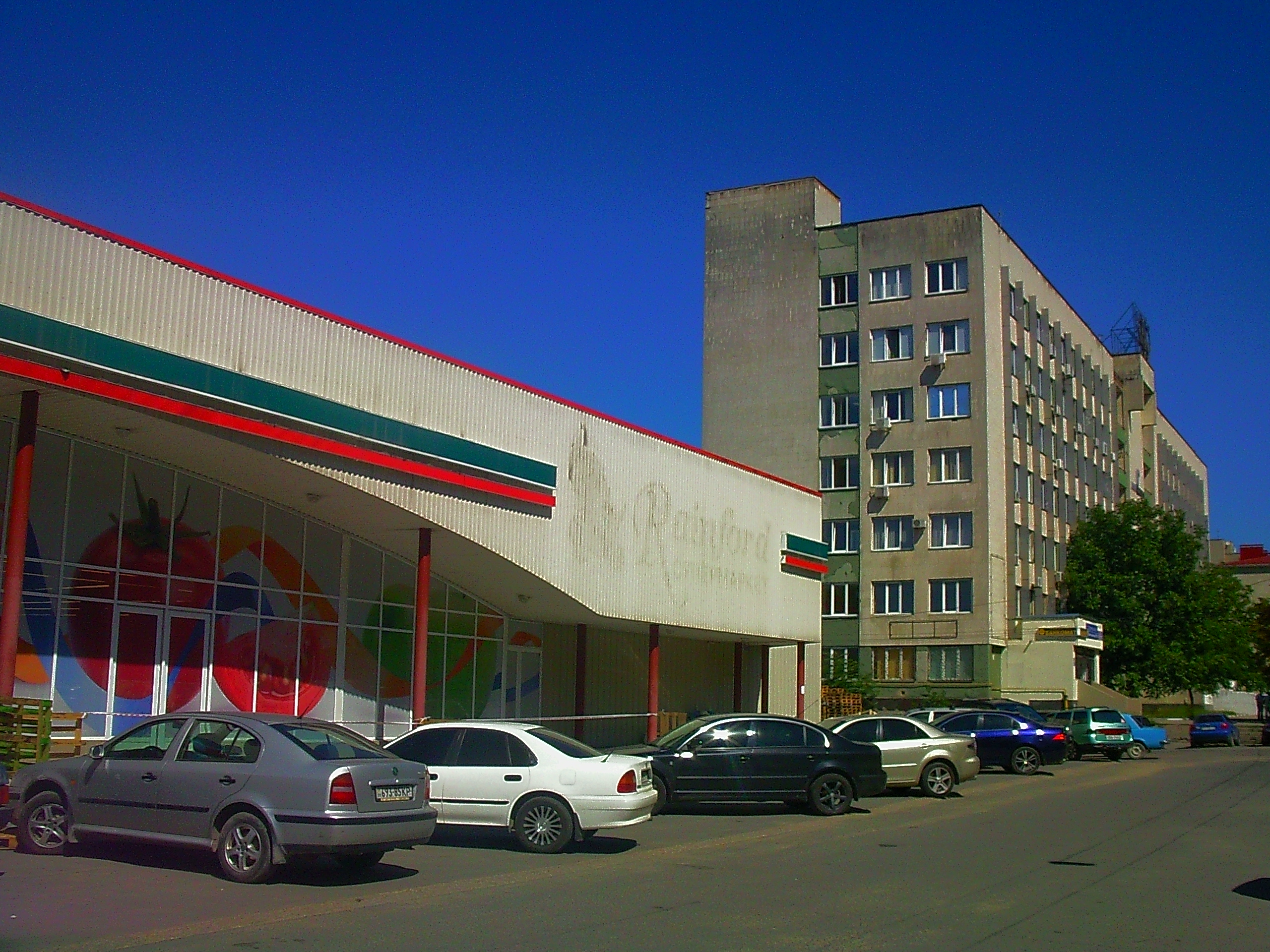
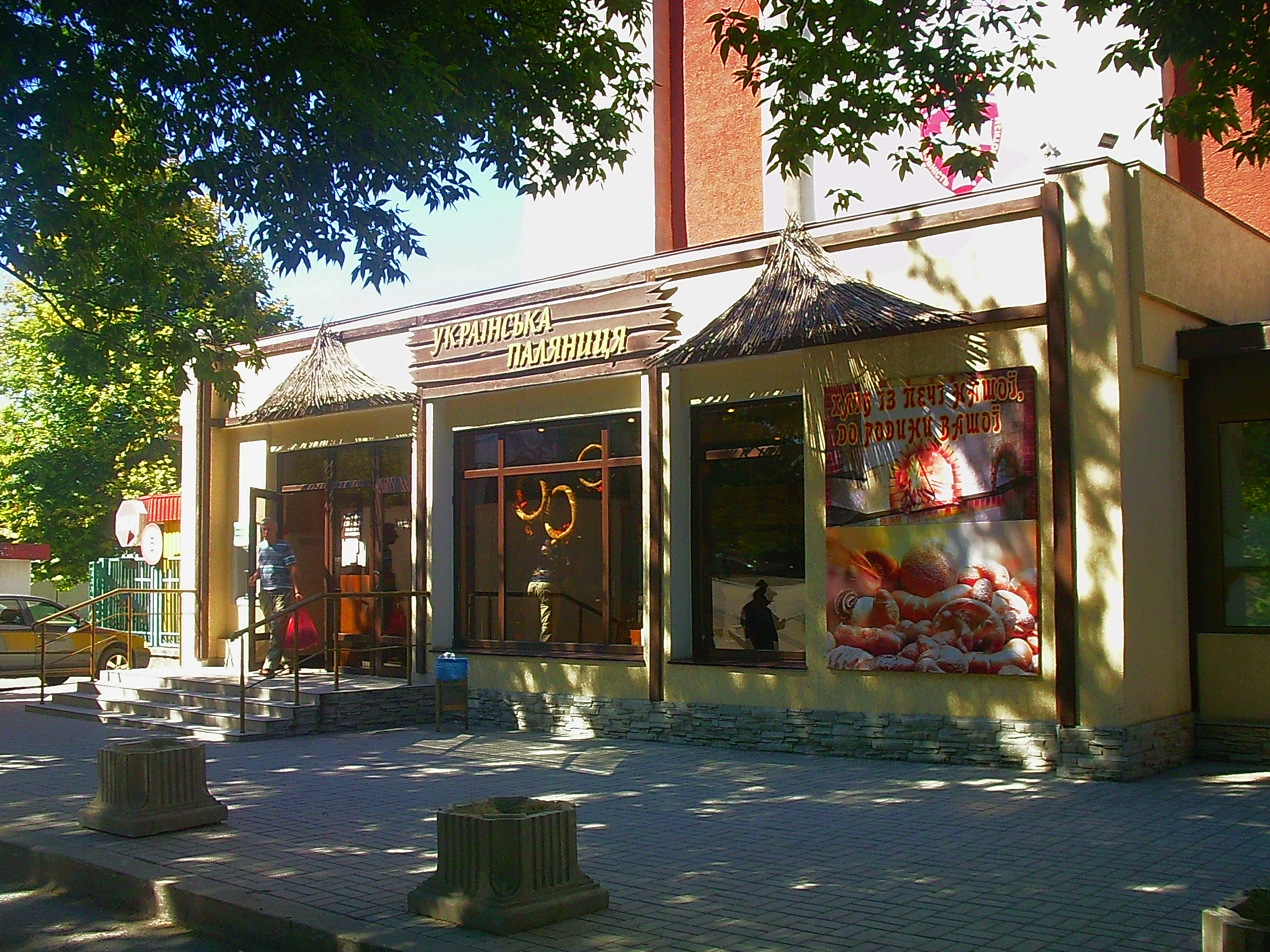
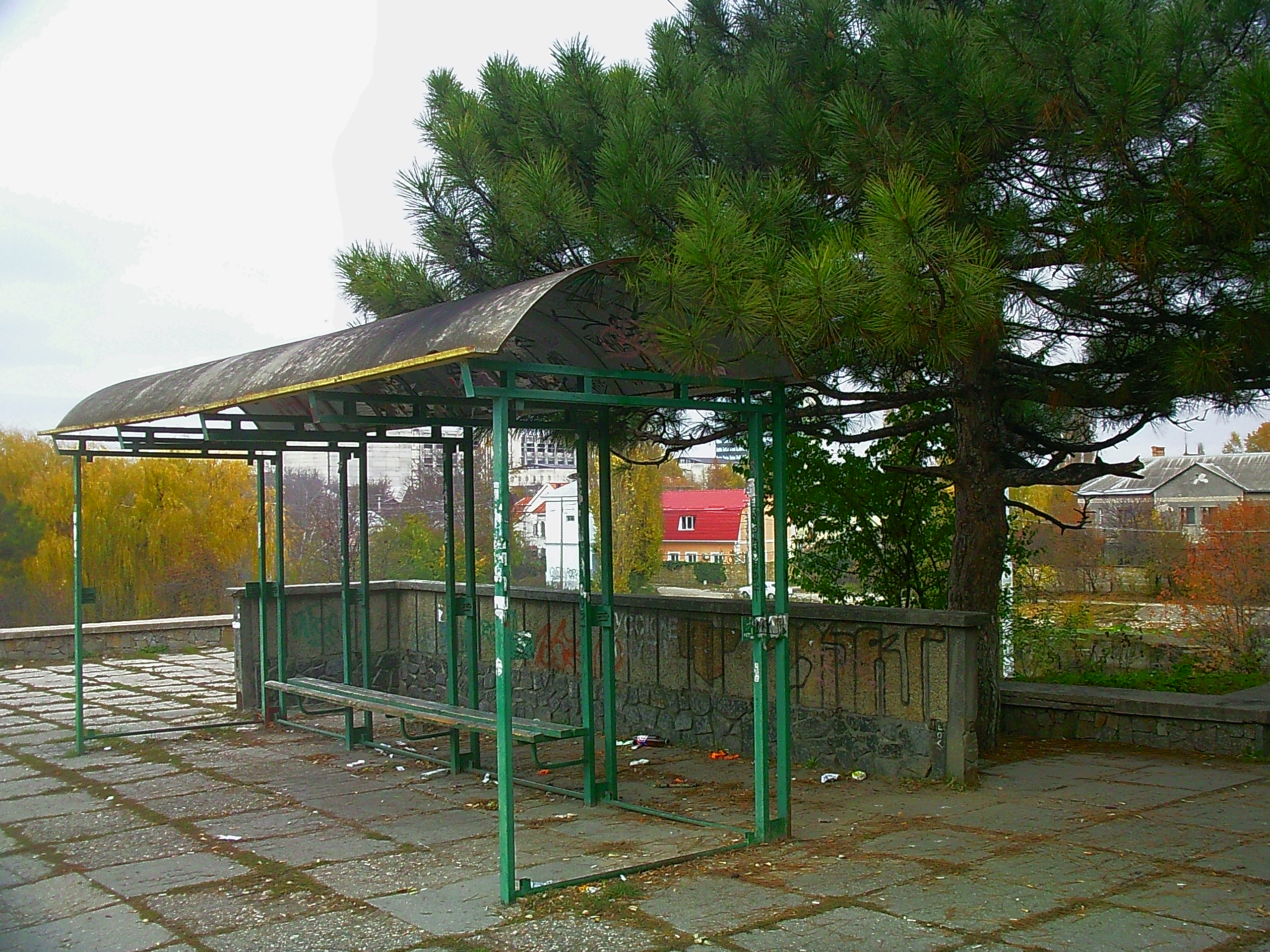
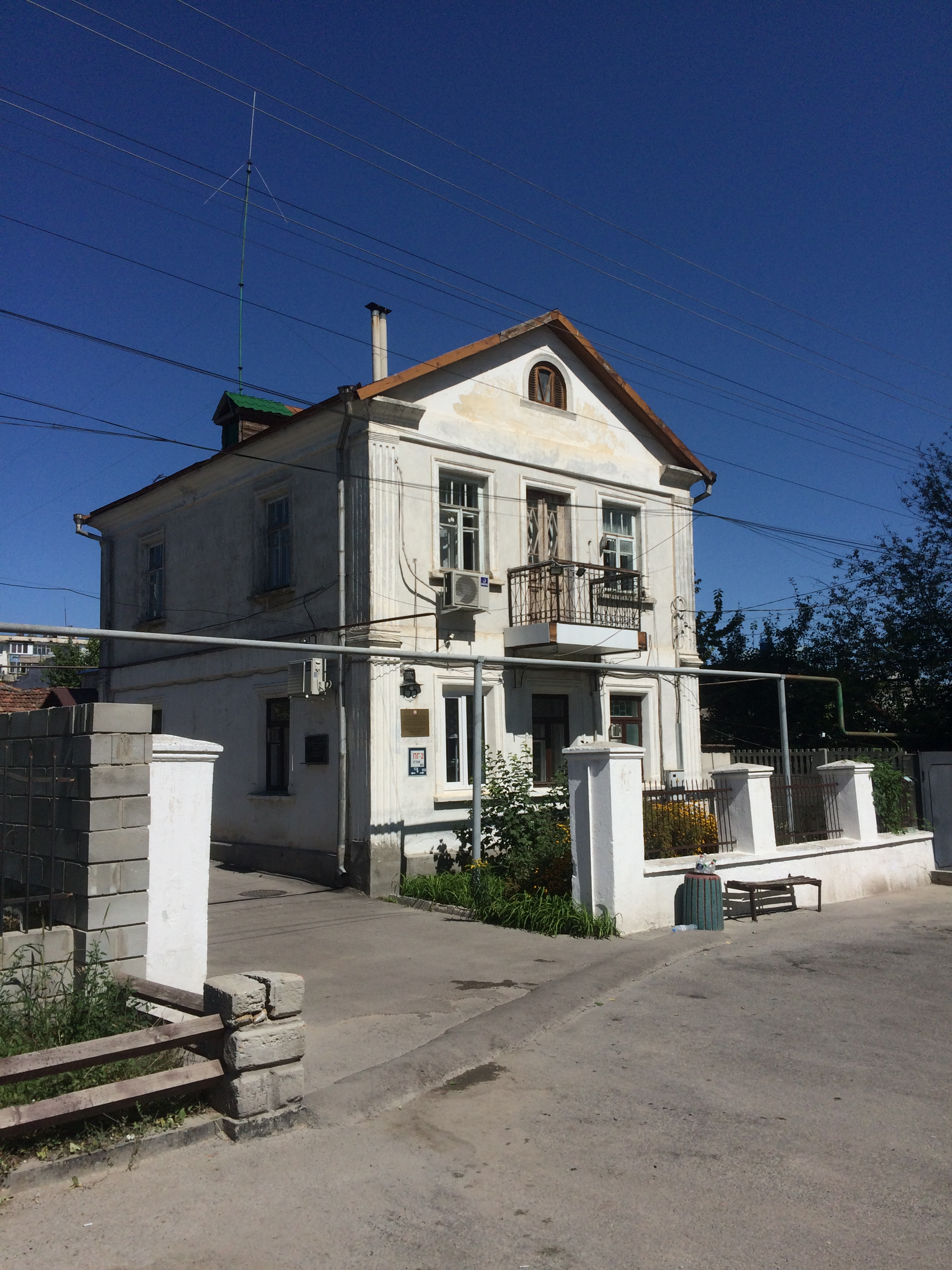
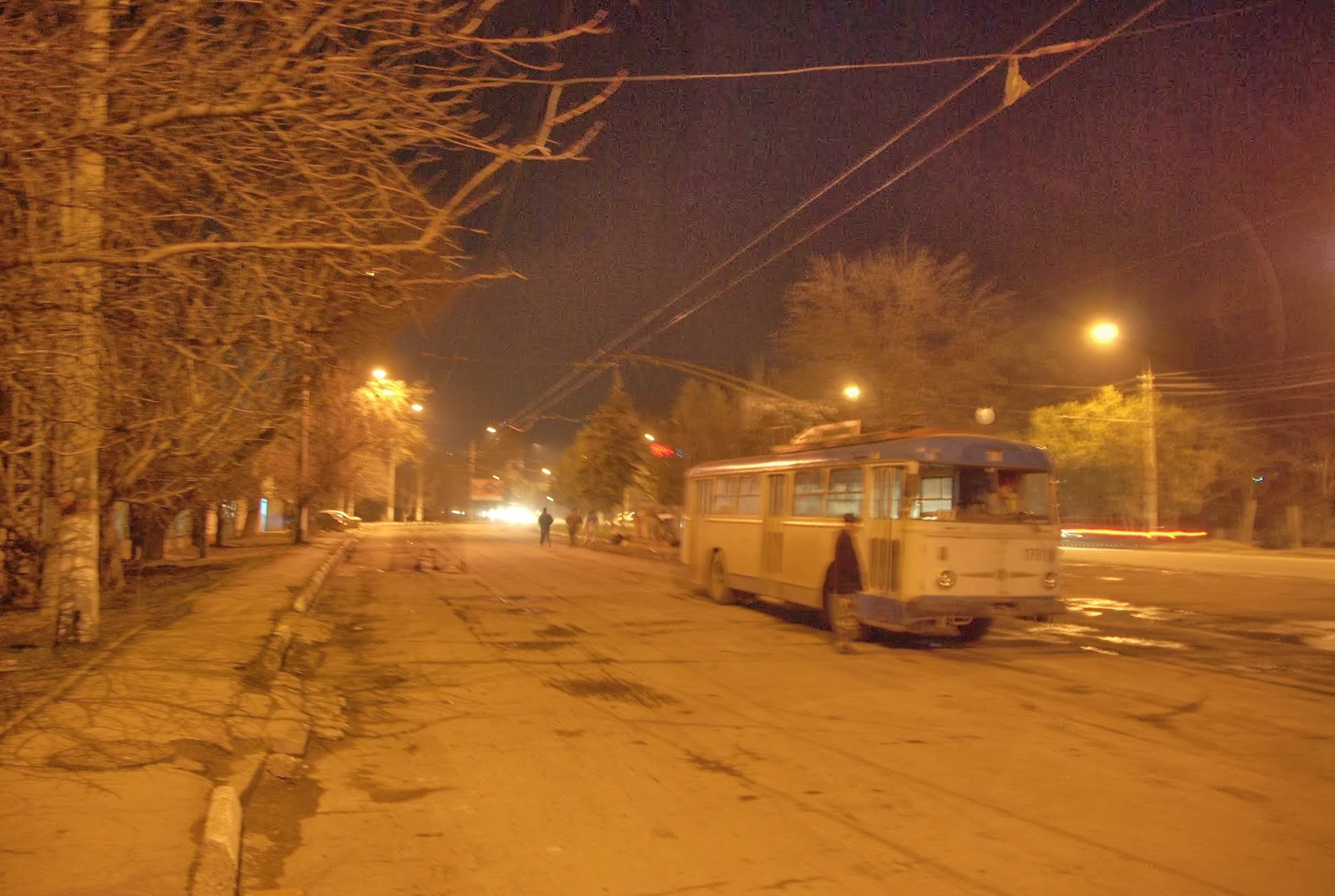

## Рекомендована література
- Поляков В. Е. Улицы Симферополя. — Симферополь: Таврида, 1994.